# Lonchotura genevana
Lonchotura genevana är en fjärilsart som beskrevs av John Obadiah Westwood 1879. Lonchotura genevana ingår i släktet Lonchotura och familjen Sematuridae. Inga underarter finns listade i Catalogue of Life.